# Джорджія Молл
Джорджія Молл (італ. Giorgia Moll; 14 січня 1938) — італійська співачка, акторка, телеведуча, модель.

## Біографія
Починала фотомоделлю, виступала в телерекламі. Дебютувала в комедії Карло Лідзані «Розгвинчений» (1955). Знімалася в Голлівуді. Міжнародну популярність здобула після виконання ролі в'єтнамської дівчини Пуонг в драмі американського режисера Джозефа Манкевича «Тихий американець» (1958). Працювала з відомими італійськими та французькими кінорежисерами: Луїджі Коменчіні, Стено, Жаном-Люком Годаром, Даміано Даміані, Етторе Скола, Надін Трентіньян, Альберто Сорді.
В 60-ті роки стала відома і як естрадна виконавиця пісень. Випустила кілька музичних альбомів. Після відходу зі світу кіно на початку 70-х років захопилася фотографією. Після тривалої перерви виконала роль Джованни Салвеміні в комедії Альберто Сорді «Всіх за ґрати» (1984).

## Фільмографія
- Lo svitato (1955)
- Mio figlio Nerone (1956)
- Club di ragazze (1956)
- Difendo il mio amore (1957)
- Mariti in città (1957)
- Un americano tranquillo (1958)
- Non scherzare con le donne (1958)
- Mogli pericolose (1958)
- Agi Murad, il diavolo bianco (1959)
- La cambiale (1959)
- Costa Azzurra (1959)
- Tunisi top secret (1959)
- Il rossetto (1960)
- La regina delle Amazzoni (1960)
- Le tre eccetera del colonnello (1960)
- Marina (1960)
- I Cosacchi (1960)
- Caccia all'uomo (1961)
- Il ratto delle Sabine (1961)
- Il ladro di Bagdad (1961)
- Laura nuda (1961)
- Solimano il conquistatore (1961)
- The Connection (1962)
- Зневага (1963)
- L'isola dell'amore (1963)
- Cover girls - ragazze di tutti (1964)
- L'intrigo (1964)
- Il treno del sabato (1964)
- L'arcidiavolo (1966)
- Incompreso (1966)
- Requiem per un agente segreto (1966)
- I mercenari muoiono all'alba (1967)
- Tom Dollar (1967)
- I barbieri di Sicilia (1967)
- La bionda di Pechino (1968)
- Italian Secret Service (1968)
- I gangsters dalla faccia pulita (1968)
- Il ladro di crimini (1969)
- Togetherness (1970)
- Rekvijem (1970)
- Tutti dentro (1984)